# Tonghe
Tonghe (通河縣 / 通河县,  Tōnghé Xiàn) ist ein Kreis der Unterprovinzstadt Harbin in der nordostchinesischen Provinz Heilongjiang. Tonghe hat eine Fläche von 5.656 km² und zählt 179.828 Einwohner (Stand: Zensus 2020). Sein Hauptort ist die Großgemeinde Tonghe.

## Administrative Gliederung
Auf Gemeindeebene setzt sich der Kreis aus sechs Großgemeinden und zwei Gemeinden zusammen. Diese sind:
- Großgemeinde Tonghe (通河镇), Sitz der Kreisregierung;
- Großgemeinde Fengshan (凤山镇);
- Großgemeinde Nonghe (浓河镇);
- Großgemeinde Qinghe (清河镇);
- Großgemeinde Wuyapao (乌鸦泡镇);
- Großgemeinde Xiangshun (祥顺镇);
- Gemeinde Fulin (富林乡);
- Gemeinde Sanzhan (三站乡).